# Sermó de la muntanya
El Sermó de la muntanya fou, segons l'Evangeli de Mateu, un sermó que pronuncià Jesús de Natzaret prop del 30 dC als seus deixebles i a una gran multitud (Mateu 5:1 Mateu 7:28). La tradició diu que el sermó va tenir lloc al vessant d'una muntanya (d'ací el seu nom). Probablement la porció més coneguda en són les Benaurances, que es troben a l'inici, però també conté el Parenostre, així com la versió de Jesús de l'ètica de la reciprocitat. Altres versicles citen sovint la referència de la "sal de la terra", la "llum del món" i d'altres.

## Estructura del sermó
El Sermó de la Muntanya comprèn les següents seccions:

### Capítol 5
- Narrativa introductòria: una multitud segueix a Jesús per la seua fama de sanador de malalties. Després, Jesús puja a una muntanya i comença a parlar[1]
- Benaurances:[2]
  - Benaventurats els pobres d'esperit: perquè d'ells és el regne del cel. (Versicle 3)
  - Benaventurats els mansos: perquè ells posseiran la terra. (Versicle 4)
  - Benaventurats els quals ploren: perquè ells seran consolats. (Versicle 5)
  - Benaventurats els quals tenen fam i sed de justícia: perquè ells seran sadollats. (Versicle 6)
  - Benaventurats els misericordiosos: perquè ells obtindran misericòrdia. (Versicle 7)
  - Benaventurats els nets de cor: perquè ells veuran a Déu. (Versicle 8)
  - Benaventurats els pacífics: perquè ells seran dits fills de Déu. (Versicle 9)
  - Benaventurats els quals pateixen persecució per la justícia, perquè d'ells és el regne dels cels. (Versicle 10)
- Les metàfores de sal i llum,[3] que operen com introducció a la següent secció.
- Un gran discurs conegut com l'Antítesi de la Llei, que presenta una antítesi en la qual Jesús expandeix i adapta la Llei de Moisès[4] i contraposa al lema ull per ull, dent per dent, l'amor als enemics, etc.

### Capítol 6
- Un llarg discurs que tracta els temes de l'almoina, l'oració i el dejuni. Es condemna als qui practiquen aquests actes per a obtenir l'aprovació de la gent, no realitzant-los per una actitud real del cor. El discurs condemna la superficialitat del materialisme i la religiositat hipòcrita.
  - Dins del discurs s'hi troba el Pare nostre, que es presenta en Mateu com un exemple d'una correcta oració. Lluc ho insereix en un context diferent.

### Capítol 7
- Un discurs que tracta sobre l'error de jutjar els altres abans de jutjar-se un mateix.
- La resta del capítol 7 tracta sobre:
  - No donar "el sant als gossos".[5]
  - "Demana i rebràs, cerca i trobaràs, truca i les portes se t'obriran".[6]
  - "No facis a uns altres el que no vols que et facin a tu", sintetitza la Llei de Moisès.[7]
  - El camí prim i difícil duu a la vida, l'ampli i fàcil duu a la destrucció: molts prenen el camí fàcil i pocs troben el camí difícil.[8]
  - Prendre cura dels falsos profetes: són llops amb pell d'ovella; pels seus "fruits" se'ls coneix; el bon arbre no produeix fruita dolenta i l'arbre dolent no pot produir fruits bons.[9]
  - Fer la voluntat de Déu Pare en lloc que només invocar el nom de Jesús.[10]
  - "Qui vulgui seguir aquestes paraules construirà sobre roca i sobreviurà; qui no, construeix en sorra i serà destruït.[11]
  - Epíleg.[12]

## Interpretació
Un dels debats més importants sobre el Sermó consisteix a determinar com ha de ser aplicat en la vida diària. La defensa de la completa falta de resistència és incompatible amb la supervivència en la societat humana, i és per això que tots els grups cristians han desenvolupat formes no literals d'interpretar i aplicar el Sermó. La visió absolutista diu que el Sermó han de ser pres literalment i ha de ser aplicats universalment per tot aquell que vulga seguir a Jesús, pel que denominen a la seua visió seguiment a Crist". Portaveus d'aquesta són les Esglésies de la Pau i, en el passat, entre d'altres, Ignasi d'Antioquia Policarp d'Esmirna, Ireneu de Lió, Tertulià, Orígens, Priscil·lià, Pedro Valdo, Francesc d'Assís, Menno Simons, Jacob Hutter i altres anabaptistes, els quàquers, Leo Tolstoy i Dietrich Bonhoeffer que va escriure que existeixen innombrables possibilitats d'entendre i interpretar el Sermó de la muntanya; Jesús només en coneix una: anar i obeir.